# Ginocentrisme
El ginocentrisme és l'enfocament dominant o exclusiu sobre la dona a nivell teòric o pràctic; o per promocionar aquest gènere. Qualsevol cosa pot ser considerada "ginocentrista" quan es refereix exclusivament a la dona.
És l'antònim d'androcentrisme.

## Història
Des de la segona onada feminista, als anys 1970, el terme "ginocentrisme" ha estat utilitzat per descriure el feminisme de la diferència, que il·lustra el canvi cap a la comprensió i l'acceptació de les diferències de gènere, en contrast amb el feminisme de la igualtat (la major part dels corrents del moviment feminista).
Segons la filòsofa Christa Hodapp, de la Universitat de Massachusetts, en els moderns moviments masculins, el ginocentrisme es considera continuador dels convencionalismes de l'amor cortès de l'edat mitjana, quan les dones es consideraven gairebé com membres de l'aristocràcia i els homes es veien com a servidors d'elles. Aquest punt de vista antifeminista descriu el feminisme com la perpetuació dels convencionalismes opressius medievals, com ara el domnei i les relacions romàntiques, enlloc d'un moviment cap a l'alliberament de la dona.